# Victor Togunde
Victor Togunde est un acteur américain, né le 31 janvier 1975.

## Filmographie
- 1995 : USS Alabama (Crimson Tide) : Sailor with Oba
- 1995 : Esprits rebelles (Dangerous Minds)
- 1997 : Lost on Earth (série TV) : Nick
- 1997 : The Method : Gangster #1
- 1998 : Big Party : Johnathan
- 1998 : Big Party (Can't Hardly Wait) : Woody, Reminiscing Guy
- 1998 : The Army Show (série TV) : Ozzie Lee
- 1998 : Modern Vampires (TV) : Soda Pop
- 2001 : Rap Game : Midas
- 2003 : Hollywood Homicide : Chaplain
- 2003 : Leprechaun: Back 2 tha Hood (vidéo) : Stoner
- 2003 : Cold Case : Philip Williams
- 2004 : Faded : Tyrel
- 2004 : Spoonaur : Bernie